# 1月4日 (旧暦)
旧暦1月4日（きゅうれきいちがつよっか）は、旧暦1月の4日目である。六曜は仏滅である。

## できごと
- 舒明天皇1年（ユリウス暦629年2月2日） - 田村皇子が即位し第34代天皇・舒明天皇に

## 誕生日
- 天正20年（グレゴリオ暦1592年2月16日） - 松平忠輝、徳川家康の六男（+ 1683年）

## 忌日
- 文禄3年（ユリウス暦1594年2月13日） - 曲直瀬道三、医師（* 1507年）

## 記念日・年中行事
- 御用始め

旧暦時代まで